# Concurso Internacional de Piano Franz Liszt

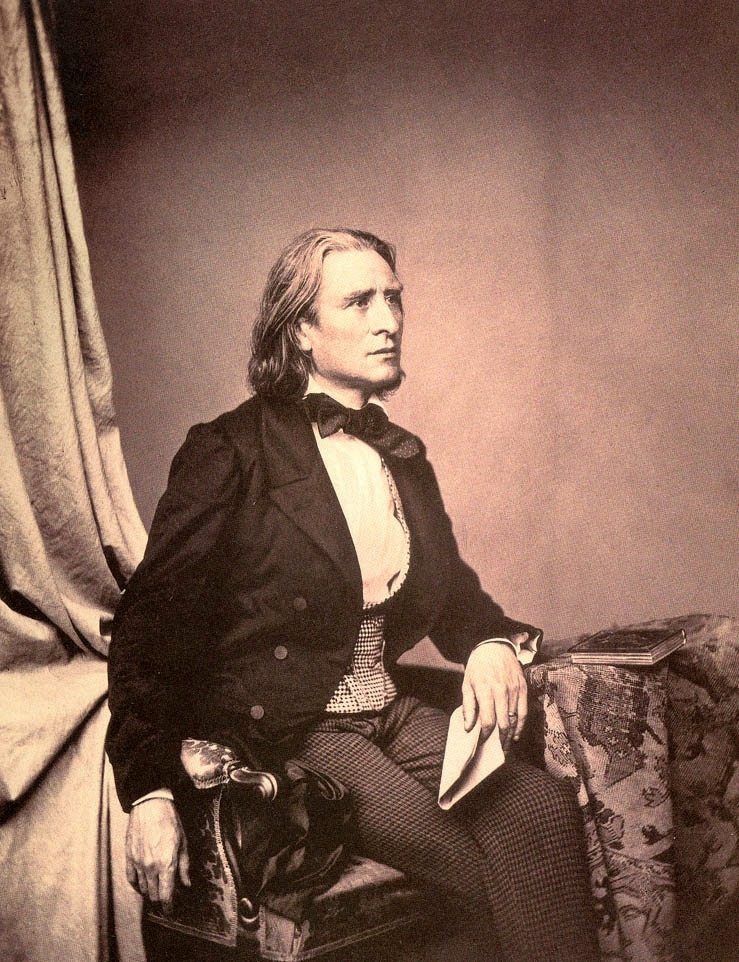
Franz Liszt 1858

El Concurso Internacional de Piano Franz Liszt (en neerlandés, Internationaal Franz Liszt Pianoconcours), miembro de la EMCY (European Union of Music Competitions for Youth), es uno de los principales concursos internacionales de piano, tan sólo igualado en importancia y fama por el Concurso Internacional de Piano Frédéric Chopin como el concurso de piano más importante dedicado exclusivamente a un compositor. 
El Concurso se celebra cada tres años en la ciudad de Utrecht, en los Países Bajos. La primera edición tuvo lugar en 1986, cien años después de la muerte de Franz Liszt. El Concurso de Piano fue bien recibido desde el principio tanto por el público como por la prensa especializada. El éxito de las sucesivas ediciones dejaron muy claro que no había vuelta atrás: el Concurso Liszt había tomado su lugar en el mundo de los concursos internacionales de piano. 
Desde la primera edición, el concurso ha tenido el privilegio de dar la bienvenida a más de doscientos participantes de gran calidad en todo el mundo. El jurado está compuesto por pianistas y especialistas reconocidos como Leslie Howard, Idil Biret, Cristina Ortiz o Igor Roma.

## Mejores premios por año
| Año  | 1º                  | 2º                 | 3º              | 4º                    | 5º                | 6º                 |
| ---- | ------------------- | ------------------ | --------------- | --------------------- | ----------------- | ------------------ |
| 1986 | Martyn van den Hoek | Gregorio Nardi     | Michael Lewin   | Michael Harvey        | Michel Bourdoncle | William Stephenson |
| 1989 | Enrico Pace         | Alexei Orlovetski  | Wibi Soerjadi   | César Gustavo la Cruz | Satomi Akimoto    | Philip Smith       |
| 1992 | Sergey Pashkevich   | Evelina Vorontzova | Evelina Borbély | Zbigniew Raubo        | Thomas Haberlah   | Naoyo Seino        |

| Año  | 1º                 | 2º                   | 3º                           | Referencias |
| ---- | ------------------ | -------------------- | ---------------------------- | ----------- |
| 1996 | Igor Roma          | Desierto             | Tomoko Narata (ex-a.) Chi Wu |             |
| 1999 | Masaru Okada       | Mariangela Vacatello | Yundi Li                     |             |
| 2002 | Jean Dubé          | Ilona Timchenko      | Giancarlo Crespeau           |             |
| 2005 | Yingdi Sun         | Anton Salnikov       | Christiaan Kuyvenhoven       |             |
| 2008 | Vitaly Pisarenko   | Nino Gvetadze        | Anzhelika Fuks               |             |
| 2011 | Masataka Goto      | Olga Kozlova         | Oleksandr Poliykov           |             |
| 2014 | Mariam Batsashvili | Peter Klimo          | Mengjie Han                  |             |
| 2017 | Alexander Ullman   | Minsoo Hong          | Dina Ivanova                 | [ 2 ]       |